# Nelly
Nelly született: Cornell Haynes, Jr. (Austin, Texas, 1974. november 2. –) amerikai rapper, énekes, színész, vállalkozó. 2003-ban és 2004-ben Grammy-díjat kapott.

## Élete
Tinédzser korában University Citybe, Missouriba költözött anyjával. 1993-ban csatlakozott a St. Lunatics nevű együtteshez (a csapat a Gimme What You Got című dalával lett ismert). Az együttes 2001-ben megjelentette Free City című albumát, amely több mint egy millió példányban kelt el csak az Amerikai Egyesült Államokban. Nelly ezalatt a Training Day című film zenéjének elkészítésén dolgozott, továbbá a Where the Party At című Jagged Edge és a Girlfriend című ’N Sync kislemezen is közreműködött.
1999-ben szólókarrierbe kezdett és leszerződött a Universal Records-hoz. 2000-ben kiadta első szóló albumát a Country Grammar-t, amely platinalemez lett. a albumról megjelent kislemez a EI, Ride Wit Me és a Batter Up.
Következő albuma 2002-ben jelent meg Nellyville címmel, amely a Billboard Top 200-as listán #1 lett. Az album első kislemeze a Hot in Herre szintén #1 lett. Az albumon található a Dilemma című szám, amelyet a Destiny’s Child egyik énekesnőjével, Kelly Rowlanddel énekelt, a Work című dal Justin Timberlake közreműködésével, az Air Force Ones, Murphy Lee és a St. Lunatics közreműködésével a Pimp Juice.
2003-ban adta ki a Da Derrty Versions: The Reinvention című harmadik albumát, amelyen megtalálható a Walt Disney's The Haunted Mansion betétdala az Iz U.
2004. szeptember 14-én jelent meg két albuma a Sweat és a Suit című albuma. A Sweat, R&B-orientált a Suit pedig inkább rap-es vonalat követi.
Négy évvel később, 2008. szeptember 16-án jelent meg a Brass Knuckles című album.

### A vállalkozó
2003-ban a Nike és Nelly szerződést írtak alá egy korlátozott példányszámban megjelenő úgynevezett Air Derrty nevű cipő gyártására Charles Barkley aláírásával. Később Nelly a Reebokkal is szerződött. A Got Milk és a Ford Motor Company termékeit reklámozta. Saját energiaitalából a Pimp Juice-ból hetente több mint egy millió dobozt értékesítenek az Amerikai Egyesült Államokban. Ezen kívül résztulajdonosa a Apple Bottoms női ruhákat gyártó cégnek, alapítója és vezérigazgatója a Derrty Entertainmentnek.

### Jótékonyság
Nelly a 4Sho4Kids Alapítvány vezetője, Nelly 2003 márciusában csatlakozott a 4Sho4Kids-kampányához miután húgánál, Jackie Donahue-nál diagnosztizálták a leukémiát. A kampányban igyekszik azokat az afroamerikaiakat és más kisebbségeket meggyőzni arról, hogy szükség van a csontvelő transzplantációra és hogy minél több adományozó regisztráljon.

### A színész
2001-ben szerepelt a Snipes című filmben, játszott a 2005-ös The Longest Yard című remake-ben Adam Sandler és Chris Rock oldalán. A film zenéjét, a Fly Away Nelly szerezte. 2008-ban a CSI: New York-i helyszínelők néhány epizódjában.

## Diszkográfia
- Country Grammar (2000)
- Nellyville (2002)
- Suit (2004)
- Sweat (2004)
- Brass Knuckles (2008)
- Nelly (2010)

## Fordítás
- Ez a szócikk részben vagy egészben  a   Nelly című angol Wikipédia-szócikk fordításán alapul.  Az eredeti cikk szerkesztőit annak laptörténete sorolja fel. Ez a jelzés csupán a megfogalmazás eredetét és a szerzői jogokat jelzi, nem szolgál a cikkben szereplő információk forrásmegjelöléseként.